# Henri Duparc (compositeur)
Pour les articles homonymes, voir Henri Duparc et Fouques Duparc.
Marie Eugène Henri Fouques Duparc, dit Henri Duparc, né le 21 janvier 1848 à Paris et mort le 12 février 1933 à Mont-de-Marsan, est un compositeur français.

## Biographie

### Jeunesse
Fils de Louis Charles Fouques Duparc (1807-1879), ingénieur puis inspecteur divisionnaire des ponts et chaussées, et d'Amélie de Guaita (1822-1895).
Son grand père, Louis Benoît Fouques-Duparc, fut filleul de Louis XV.

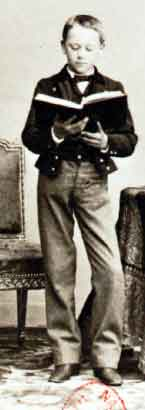
Duparc, 1858, 10 ans.

Duparc fait ses études secondaires au collège jésuite de Vaugirard. Son professeur de piano est César Franck, qui lui fait comprendre qu'il ne sera jamais un pianiste virtuose, mais qu'il y a en lui l'étoffe d'un compositeur.

### Carrière

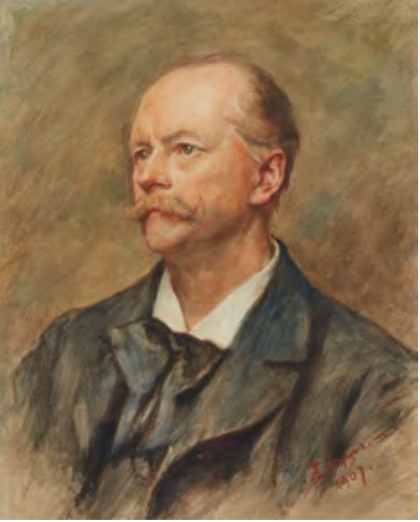
Portrait d'Henri Duparc.

À l'image des musiciens qui lui sont contemporains, Henri Duparc répond à l'appel du temps : réconcilier mélodie et parole afin que cesse le différend entre le discours libre de la musique et celui, syntaxique et sensé, du langage verbal.
La guerre de 1870 met à mal les relations entre Français et Allemands, y compris sur le plan musical. Les artistes se divisent, les sensibilités s'opposent entre partisans de Wagner et partisans de Berlioz. Duparc ressent physiquement l'abîme qui s'ouvre au cœur même de sa génération. Après avoir entendu L'or du Rhin et Tristan et Isolde au cours d'une visite effectuée à Munich avec Vincent d'Indy en 1869, il est fortement influencé par Wagner. Il fait par la suite de nouveaux séjours en Allemagne, notamment en 1879, année où il se rend à Bayreuth avec Emmanuel Chabrier.

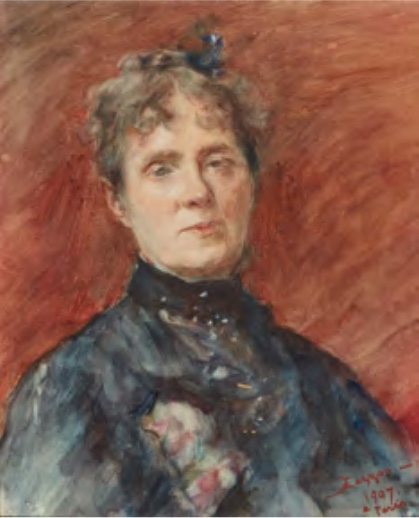
Portrait d'Ellie Mac Swiney (sa femme).

En 1871, il épouse la pianiste et cantatrice Ellie Mac Swiney, fille du major Valentine Mac Swiney et d'Isabelle Mac Leod.
À Paris, il participe à la fondation de la Société nationale de musique, qui donna son premier concert en 1871. En tant que secrétaire de l'organisation, Duparc, qui avait étudié le droit, passait pour un administrateur efficace. Sa vie est alors contrariée par l'hyperesthésie qui met fin à sa carrière de compositeur.

### Dernières années
Composées au prix d'un effort considérable, les dix-sept mélodies d'Henri Duparc, sont décrites par  Lucien Rebatet comme l'« union parfaite de la mélodie et des paroles ». Le cycle de ses compositions s'achève en 1885 quand la maladie neurologique dont il est atteint depuis de nombreuses années l'empêche définitivement de composer.
Au cours des années qui suivirent, Duparc continua de s'intéresser à tous les arts, peignant et dessinant tant qu'il put encore voir. Devenu entièrement aveugle et paralytique, il meurt le 12 février 1933 à l'âge de 85 ans.
Henri Duparc est inhumé au cimetière du Père-Lachaise (division 24).
Son dernier opus, La Vie antérieure, aura occupé l'esprit du compositeur pendant dix ans (1874-1884).

## Héritage
Bien qu'il ait détruit un grand nombre de ses compositions, ses dix-sept mélodies, d'une grande facture, sensibles et expressives, ont fait de lui un compositeur majeur de la fin du XIXe siècle.      
Henri Duparc n'eut qu'un seul élève, Jean Cras (1879-1932) qu'il appelait affectueusement « le fils de mon âme ».   

## Œuvre
Henri Duparc ne laisse que 28 œuvres.

### Mélodies
Duparc est l'auteur de 17 mélodies pour voix et piano ; 8 ont été ensuite orchestrées par ses soins.
Ordre chronologique de composition :
- Chanson triste (1868), poème de Jean Lahor  (orchestrée par le compositeur)
- Le Galop (1869), poème de Sully Prudhomme
- Romance de Mignon (1869), poème de Victor Wilder, d'après Kennst du das Land de Goethe
- Sérénade (1869), poème de Gabriel Marc
- Soupir (1869), poème de Sully Prudhomme
- Au pays où se fait la guerre (1870), poème de Théophile Gautier (orchestrée par le compositeur)
- L'Invitation au voyage (1870), poème de Charles Baudelaire (orchestrée par le compositeur)
- La Fuite (1871), poème de Théophile Gautier (duo pour soprano et ténor avec piano)
- La Vague et la cloche (1871), poème de François Coppée (orchestrée par le compositeur)
- Élégie (1874), poème de Thomas Moore
- Extase (1874), poème de Jean Lahor
- Le Manoir de Rosemonde (1879), poème de Robert de Bonnières (orchestrée par le compositeur)
- Sérénade florentine (1880), poème de Jean Lahor
- Phidylé (1882), poème de Leconte de Lisle (orchestrée par le compositeur)
- Lamento (1883), poème de Théophile Gautier
- Testament (1883), poème d'Armand Silvestre (orchestrée par le compositeur)
- La Vie antérieure (1884), poème de Charles Baudelaire (orchestrée par le compositeur)

### Musique pour piano
- Six rêveries (1863-1865)
- Feuilles volantes, op. 1 (1869)
- Beaulieu, pour piano (1869)
- Lændler, pour deux pianos (1873), d'après une suite de valses pour orchestre détruite par le compositeur
- Transcription pour deux pianos du Prélude et Fugue en mi mineur, BWV 513, pour orgue de Jean-Sébastien Bach (1903)
- Transcription pour deux pianos du Prélude et Fugue en la mineur, BWV 543, pour orgue de Jean-Sébastien Bach (1903)
- Six transcriptions pour deux piano de compositions pour orgue de César Franck (1908)
- Aux étoiles, pour piano (1910) - tiré du poème symphonique et dont il existe une version ultérieure pour piano quatre mains et une autre pour orgue
- Transcription pour piano du Choral, Prélude et Fugue: In dir ist Freude, BWV 615, pour orgue de Jean-Sébastien Bach (s.d.)

### Musique de chambre
- Sonate pour violoncelle et piano (1867)

### Musique symphonique
- Aux étoiles, poème symphonique (1874, rév. 1911)
- Lénore, poème symphonique (1875)[5], transcription pour piano et violon de Camille Saint-Saëns
- Danse lente (1892), tiré de l'opéra inachevé Roussalka

### Musique sacrée
- Benedicat vobis Dominus (1882) pour soprano, ténor, basse et orgue.

### Opéra
- Roussalka, opéra inachevé en trois actes.

## Hommages
- Square Henri-Duparc, à Paris (17e arrondissement, près de la rue de Levis) et à Longjumeau,
- Allée Henri Duparc, à Marnes-la-Coquette,
- Rues Henri Duparc, à Mont-de-Marsan et à Tarbes,
- Plaque, 7 avenue de Villars à Paris (7e arrondissement, près des Invalides).
- Rue Henri Fouques-Duparc (compositeur) à Valence
- Conservatoire Henri-Duparc à Tarbes.

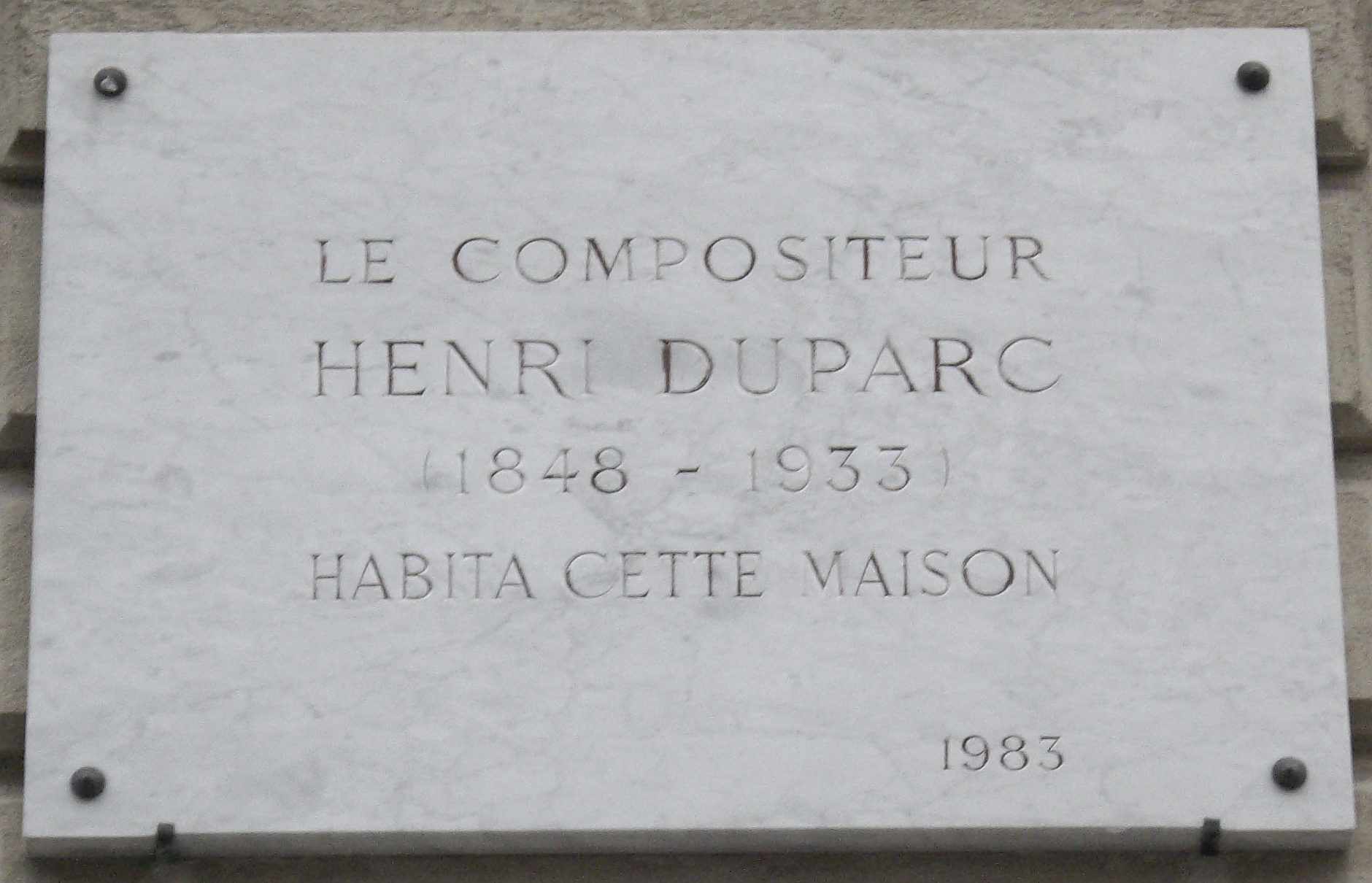

## Distinction
- Chevalier de la Légion d'honneur, le 1er avril 1921[6].

## Discographie sélective
Le seul enregistrement intégral des huit mélodies avec orchestre est dû à Françoise Pollet, accompagnée par l'Orchestre symphonique et lyrique de Nancy sous la direction de Jérôme Kaltenbach. Réalisé en juin-juillet 1993, le CD (réf. Accord 202832) a été récompensé par un Diapason d'or et a valu à la cantatrice en février 1994 le titre d'artiste lyrique de l'année 1993.
- Intégrale des mélodies, Michèle Losier, mezzo-soprano, Daniel Blumenthal, piano - CD Fuga Libera 2008.
- Sonate pour violoncelle et piano et Romance de Mignon (transcrite pour violoncelle et piano), Robin Clavreul, violoncelle, et Boris Nedeltchev, piano : enregistrées en avril 1987 avec la sonate de Francis Poulenc (CD, 1995).
- Aux étoiles et Lénore, Orchestre du Capitole de Toulouse dirigé par Michel Plasson, enregistrés en 1994-95, avec Dukas, Franck, Lazzari et Saint-Saëns (CD "L'Apprenti sorcier & autres poèmes symphoniques français", EMI Classics 2007).
- Aux étoiles, Le Concert de la Loge, dir. Julien Chauvin - CD Alpha 2019.
- "feuilles volantes " opus1, cd azur classical 2013 " ballade landaise" (Patrick Le Junter), avec des œuvres d'Ermend Bonnal, René de Castera et Patrick Le Junter